# Hacker (sous-culture)
Pour les articles homonymes, voir Hacker.
 (août 2014).

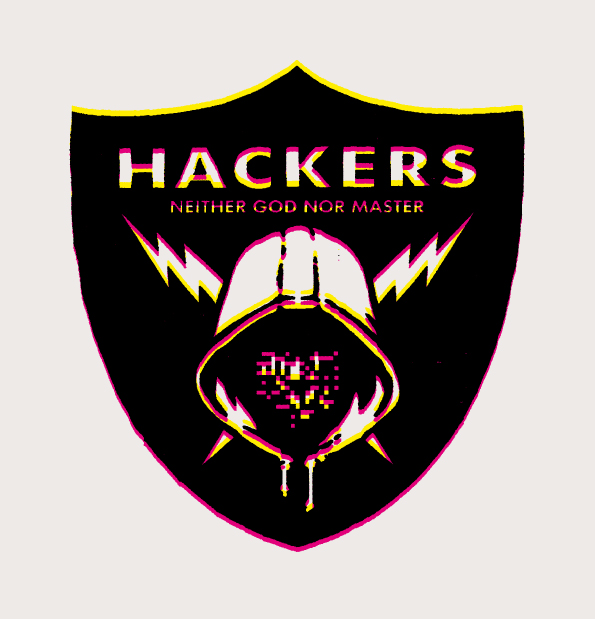
Les premiers « hackers » apparaissent dans les universités.

Le hacker est « quelqu'un qui hack », ou « construit un hack ». Le terme apparaît en 1959 dans le jargon du Tech Model Railroad Club (TMRC), une association d'étudiants du Massachusetts Institute of Technology (MIT). En 1996, la Request for comments 1983 définit un hacker comme une personne qui se délecte de la compréhension approfondie du fonctionnement interne d'un système, en particulier des ordinateurs et réseaux informatiques. Cette dernière définition fait écho à celle utilisée depuis les années 1950 par les radio-amateurs pour qui le hacking est un bricolage créatif visant à améliorer le fonctionnement d'un système.

« Il existe une communauté, une culture partagée, de programmeurs expérimentés et de spécialistes des réseaux, dont l'histoire remonte aux premiers mini-ordinateurs multi-utilisateurs, il y a quelques dizaines d'années, et aux premières expériences de l'ARPAnet. Les membres de cette culture ont créé le mot « hacker ». Ce sont des hackers qui ont créé l'Internet. Ce sont des hackers qui ont fait du système d'exploitation Unix ce qu'il est de nos jours. Ce sont des hackers qui font tourner les newsgroups Usenet et le World Wide Web. »

— Eric Raymond

## Terminologie
Aujourd'hui, un hacker est un virtuose pouvant intervenir dans différents domaines comme la programmation, l'architecture matérielle d'un ordinateur, l'administration système, l'administration réseau, la sécurité informatique ou tout autre domaine de l'informatique. L'acception plus récente tend à en faire un cracker black hat, c'est-à-dire un pirate informatique opérant de façon illégale ou non éthique. Les hackers sont parfois confondus avec les script kiddies, cyber-délinquants à la recherche de cibles faciles ne demandant pas de connaissance particulière en informatique.
La Délégation générale à la langue française et aux langues de France française préconise l'emploi du terme « fouineur », alors que le Grand dictionnaire terminologique québécois favorise le terme « bidouilleur », plus proche du sens initial, à ceci près que ce terme porte un sens péjoratif, en opposition avec l'excellence supposée du hacker. Voir aussi « wizard » et « gourou », l'élite des hackers au sens premier, par exemple Steve Wozniak, Dennis Ritchie ou Richard Stallman.

## Histoire

### MIT et émergence des premiers hackers
Au début des années 1950, les membres du club de modélisme ferroviaire du Massachusetts Institute of Technology (MIT), le Tech Model Railroad Club (TMRC), conçoivent un réseau ferroviaire miniature, le Tech Nickel Plate Railroad), en détournant un système de téléphonie de son usage d'origine. Ils se nomment entre eux  « hackers » (bien qu'on les considère comme les premiers « phreakers »).  
À cette même période, les premiers ordinateurs font leur apparition au MIT et deviennent rapidement la proie des jeunes étudiants du TMRC, qui les « bidouillent » la nuit, en dehors des créneaux horaires d'utilisation encadrée. Un protocole de sécurité encadre les rangées d'armoires des machines, qui n'absorbent les données d'entrée que sous forme de fiches d'instruction et d'interversions de câbles, à la manière des centraux téléphoniques. Cet instinct de « redirection » ou bidouillage des réseaux se transposera sur les ordinateurs, dont les capacités techniques seront systématiquement poussées à bout à la suite de longues nuits de reprogrammation. 
Une légende naît bientôt de l'activité frénétique et autarcique de ces premiers nerds qui ne vivent que pour et par les machines qu'ils ont à disposition, accueillant avec dévotion chaque nouveau modèle, le déboguant (corrigeant ses erreurs), et lui trouvant des lignes de programmation plus efficaces. Une éthique se forme peu à peu au sein de cette confrérie unique en son genre : « l'accès libre à l'information », en porte-à-faux avec l'usage académique fait des ordinateurs, réservés à des doctorants dont les prouesses techniques sont vues d'un œil très condescendant. Aucun mot de passe, aucune protection virtuelle ou physique ne résiste aux hackers : entre cryptologie et informatique, ils savent également faire céder les serrures des bureaux du MIT pour récupérer un simple tournevis.
Ces premières machines, d'origine militaire, sont construites par IBM qui maintient un protocole d'utilisation très strict, et pour cause : la valeur du matériel se chiffre en millions de dollars. Les hackers cultivent un mot d'ordre exactement opposé, le « hands-on imperative » : « y mettre les mains à tout prix ». 
À force d'exploits informatiques et de commutations entre machines, les hackers parviennent à stabiliser un point sur un moniteur vidéo, à le déplacer, à ajouter une manette et créer le premier jeu vidéo, un jeu de bataille intergalactique, Spacewar!, en 1962 (programmé par Steven Russel). Le jeu Life inspire chez certains hackers des visions cosmiques, où la programmation devient une forme à part entière de création et de beauté mathématique.
L'« éthique hacker » a été codifiée en 1984 par Steven Levy selon les principes suivants :
- toute information est par nature libre ;
- ne pas se fier à l'autorité, promouvoir la décentralisation ;
- les hackers peuvent se juger par leurs prouesses, non par d'autres hiérarchies sociales (ce qui permettra à un jeune prodige d'une dizaine d'années de rejoindre le groupe) ;
- art et beauté peuvent être créés avec un ordinateur ;
- les ordinateurs peuvent changer et améliorer la vie.

En ce sens, plusieurs idéaux des hackers peuvent être rapprochés de la contre-culture des années 1960 et notamment du mouvement hippie, en particulier en ce qui concerne l'opposition à l'autorité et l'expression de soi par le travail.

### Du temple cryptologique aux communautés informatiques
Par la suite, plusieurs hackers du MIT partent travailler dans des firmes informatiques, et un nouveau foyer de hackers se développe sur la côte ouest des États-Unis, où la Silicon Valley fait ses premiers pas. Le style, nettement moins monacal qu'au MIT, pousse notamment de jeunes programmeurs à créer des jeux d'aventures, avec texte, puis en intégrant peu à peu des images.
Entre-temps, les ordinateurs créés sont devenus meilleur marché et se démocratisent à un certain point. Des communautés mettent à disposition des machines pour permettre à tout un chacun de passer des annonces entre autres services, au diapason des idéaux New Age, et bien loin de l'autarcie du MIT : l'informatique devient un outil social, un potentiel technologique au service des hommes dans leur ensemble.
Dans les années 1980, grâce à l'apparition des premiers ordinateurs personnels, des sociétés privées se spécialisent dans le développement de logiciels, notamment de jeux (par exemple, Atari développe Pac-Man), en instituant la propriété intellectuelle dans le commerce de logiciels et enfreignant l'idéal originel de « partage libre de données ».
Les hackers de « hardware » (matériel informatique « solide », par opposition aux logiciels constitués de lignes d'instructions) ont commencé à expérimenter de nouvelles configurations électroniques, facilitées par le développement rapide des transistors miniaturisés et des circuits imprimés. En 1976, Steve Wozniak met sur le marché le premier Apple, destiné à une utilisation individuelle, prenant par surprise IBM qui doit à cette occasion se doter d'un système d'exploitation développé par une petite société, Microsoft.
La pomme croquée psychédélique, logo d'Apple (considéré à tort comme un hommage à Alan Turing), est l'emblème de l'esprit frondeur et créateur des hackers, dont le dynamisme et le style de travail, à l'origine d'innovations pionnières, ont peu à peu imbibé la culture d'entreprise des majors informatiques, pour s'imposer dans les années 1990. La notion de « jeu », qui jurait avec le « sérieux » des recherches menées, est un concept majeur de management qui s'est désormais étendu à toutes les sphères de travail.
Parallèlement, le rôle de l'informatique est progressivement devenu un nerf vital de l'économie et de la vie sociale, rendant menaçants certains hackers malintentionnés : les États-Unis d'Amérique ont introduit le Computer Fraud and Abuse Act (« Loi contre l'abus et la fraude informatique ») en 1986, imités par les autres pays.
Le développement, lui aussi d'origine militaire, puis la démocratisation d'Internet à partir du milieu des années 1990 ont par la suite renforcé les paradigmes de l'éthique hacker, permettant le partage et la circulation libres d'informations, dont Wikipédia et SourceForge.net sont deux exemples. La décentralisation de l'information est à son apogée, circonscrite par le parc informatique interconnecté. Les débats récents sur les logiciels de poste à poste reformulent cette question du libre accès, et suggèrent un changement radical des modes de consommation et d'économie de l'information.

## Culture

### Conventions et manifestations
Un hackathon est un évènement pendant lequel des hackeurs se réunissent, souvent pour répondre à un défi technologique.
Le projet OpenBSD en organise depuis 1999.
D'autres rassemblements changent de nom à chaque fois, comme ceux organisés initialement par un groupe des Pays-Bas uni autour du magazine Hack-Tic : Galactic Hacker Party en 1989, Hacking at the End of the Universe en 1993, Hacking In Progress en 1997 qui a rassemblé près de deux mille personnes, Hackers At Large en 2001 qui a rassemblé plus de trois mille personnes, What The Hack en 2005 qui a rassemblé plus de deux mille personnes.

### Manifestes
Certains manifestes comme L'Éthique des hackers ou Le Manifeste du hacker font référence dans la culture du hack.

## Hacker en sécurité informatique
Certains hackeurs utilisent des hacks pour casser la protection d’un système ou s’y introduire. Par extension, on nomme hackeur toute personne contournant une protection logicielle ou matérielle, notamment les pirates informatique qui le font illégalement. Cet usage du terme est le plus connu du grand public en France. Le terme de cracker est parfois utilisé pour désigner les pirates et ainsi les distinguer des adeptes de la sous-culture du hacking.

## Liste de hackers célèbres
- Julian Assange : ancien hacker, et principal porte-parole de WikiLeaks.
- Gordon Bell[12] chercheur au Massachusetts Institute of Technology (MIT).
- Daniel J. Bernstein : auteur de qmail et djbdns, également mathématicien et cryptographe.
- John Carmack est un programmeur de jeux reconnu et influent. Il a beaucoup contribué à l'avancée de la 3D dans le graphisme des jeux. En 1999, il est apparu dans le Time comme l'une des cinquante personnes les plus influentes dans le domaine de la technologie.
- Jack Dennis[12] chercheur au MIT.
- Bill Gosper.
- Shag Graetz[12] chercheur au MIT.
- Richard Greenblatt, inventeur de la machine Lisp.
- Dave Gross[12] chercheur au MIT
- Bill Joy : cofondateur de Sun Microsystems et auteur de nombreux outils de base Unix.
- Donald Knuth auteur de la somme The art of computer programming et de TeX.
- Alan Kotok[12] chercheur au MIT.
- Leslie Lamport : auteur de la bibliothèque de macro LaTeX pour TeX.
- John McCarthy : inventeur du langage de programmation Lisp et de la notion d'« intelligence artificielle ».
- Rob Pike : concepteur de logiciels et auteur. Il est connu pour son travail au sein de Bell Labs, où il était membre de l'équipe Unix et participant à la création du Plan 9 et des opérateurs système Inferno.
- Theo de Raadt : fondateur d'OpenBSD.
- Eric Raymond : hacker célèbre, popularisateur du terme Open source et initiateur de l’utilisation du planeur comme symbole des hackers.
- John Horton Conway : créateur du jeu de la vie dont le planeur est devenu le symbole de l'adhésion aux idées et mode de vie des hackers.
- Dennis Ritchie : chercheur informatique, un des pionniers de l'informatique moderne. Il est à l'origine du Langage de programmation C et du système d'exploitation UNIX.
- Guido van Rossum : créateur du langage de programmation Python.
- Joanna Rutkowska, experte en technologie furtive au sein de l'entreprise Coseinc[13]
- Richard Stallman : chercheur au MIT, fondateur du mouvement pour le logiciel libre et du projet GNU, auteur des premières versions d'Emacs et gcc.
- Guy L. Steele, Jr. : éditeur du Dictionnaire des hackers, de Common Lisp, de Scheme, des premières commandes d'Emacs, il est aussi un des premiers concepteurs de Java.
- Bjarne Stroustrup : le concepteur du langage de programmation C++, une amélioration du langage C, lui ajoutant notamment le concept d'objet.
- Ken Thompson : cofondateur d'Unix en 1969 avec Ritchie.
- Linus Torvalds était étudiant en informatique à l'université d'Helsinki lorsqu'il a lancé le projet Linux en 1991.
- Larry Wall : créateur du langage Perl .
- Steve Wozniak : le cofondateur d'Apple a commencé par travailler sur des outils destinés au phreaking.
- Et plus généralement, beaucoup de récipiendaires du prix Turing.
- Jan Krissler (Starbug), hacker allemand spécialisé dans les failles de reconnaissances biométriques[14].